# Џејмс Хол
Џејмс Хол (енгл. James Hall; Хинхам, 12. септембар 1811 — Бетлхем, 7. август 1898) је био амерички геолог и палеонтолог. Живео је у Сједињеним Америчким Државама. Био је председник у одборима дотадашњих геолошких конгреса. Написао је капитално дело „Палеонтологија“, али је остао запамћен пре свега по теорији о настанку планина. Запазио је велике наслаге седимената и сматрао је да је то материјал који се скупља на ободу континената. Када се скупи већа количина почиње потапање, ствара се место за нове седименте, и тај процес се одвија све док се они не претворе у чврсте стене. Своје закључке изнео је у књизи „Порекло планина“.